# Кулига (Фоса)
Кулига (Фоса) — річка в Україні, у Літинському районі Вінницької області, ліва притока Згару (басейн Південного Бугу).

## Опис
Довжина річки 11 км, похил річки — 2,7 м/км. Формується з багатьох безіменних струмків та водойм. Площа басейну 53,1 км2.

## Розташування
Бере початок на південному сході від села Літинки. Тече переважно на південний схід через Кулигу і на південно-східній околиці селища Літина впадає у річку Згар, праву притоку Південного Бугу.
Річку перетинає автомобільна дорога Т 0214.